# 熊本県道254号二見田浦線
熊本県道254号二見田浦線（くまもとけんどう254ごう ふたみたのうらせん）は、熊本県八代市から葦北郡芦北町に至る一般県道である。

## 概要
ほぼ全線にわたって八代海の近くを通り、肥薩おれんじ鉄道線とも並行する。

### 路線データ
- 起点：熊本県八代市二見洲口町（国道3号交点）
- 終点：熊本県葦北郡芦北町大字田浦町（御立岬入口交差点、国道3号交点）

## 地理

### 通過する自治体
- 八代市
- 葦北郡芦北町

### 交差する道路
| 交差する道路 | 市町村名 | 市町村名 | 交差する場所 | 交差する場所            |
| ------------ | -------- | -------- | ------------ | ----------------------- |
| 国道3号      | 八代市   | 八代市   | 二見洲口町   | 起点                    |
| 国道3号      | 葦北郡   | 芦北町   | 大字田浦町   | 御立岬入口交差点 / 終点 |

### 交差する鉄道
- 肥薩おれんじ鉄道線

### 沿線
- 八代海
- 肥薩おれんじ鉄道線
  - 肥後二見駅 - 上田浦駅 - たのうら御立岬公園駅
- 御立岬公園
- 芦北町役場 田浦基幹支所
- 道の駅たのうら